# Origini di Cristoforo Colombo
Vi sono varie teorie circa il luogo di nascita di Colombo. A quella più nota e peraltro più probabile che vuole Sanluri come città natale del navigatore, si contrappongono in Italia il comune di Cogoleto, quello di Terrarossa Colombo (frazione del comune di Mocònesi) nel Genovese, Chiusanico in provincia di Imperia, Cuccaro Monferrato, nell'Alessandrino, Savona, Albissola Marina nella Provincia di Savona, Bettola, nel Piacentino, e Sanluri, nel Sud Sardegna. Fuori dall'Italia i paesi che rivendicano i natali di Colombo sono la Spagna (secondo alcune ipotesi con origine ebraica), il Portogallo (spia ingaggiata per sviare l'attenzione spagnola dall'Africa) e la Polonia (figlio del re Ladislao III).

## Italia

### Genova
Il primo libro, tra quelli noti ai nostri giorni, in cui si menziona le origini genovesi di Colombo è il De dictis factisque memorabilibus collectanea: a Camillo Gilino latina facta del doge di Genova Battista Fregoso (1440-1504), pubblicato per la prima volta a Milano nel 1509 e dove si parla di un "Christophorus Columbus natione Genuensi". Francesco Guicciardini, nella sua "Storia d'Italia" del 1538, parla di un "Christofano Colombo Genovese". João de Barros, nel suo L'Asia (1552) scrisse "Si come tutti affermano Christoforo Colombo era di natione Genouese [...] Et percioche in quel tempo una delle province della Italia [...] era la natione Genouese, costui seguendo il costume della sua patria [...] navigò per il mare di levante tanto tempo". Ancora, Torquato Tasso (1544-1595), nella Gerusalemme liberata del 1581, facendo profetizzare dalla fortuna il superamento delle Colonne d'Ercole, scriveva: "Un uom de la Liguria avrà ardimento - a l'incognito corso esporsi in prima...". Altri famosi scrittori e umanisti portoghesi come Damião de Góis, Garcia de Resende e João de Barros, nelle loro cronache ufficiali, hanno descritto Colombo come genovese.
Le tesi a sostegno dell'origine genovese del grande navigatore sono state rafforzate nel 1929 da una parte della mappa geografica disegnata nel 1513 dal navigatore, esploratore e geografo ottomano Piri Reìs. Rinvenuto negli archivi della Biblioteca turca del Palazzo di Topkapı d'Istanbul, il frammento reca una scritta in caratteri turco-ottomani che dice: «Amma şöyle rivayet ederler kim "Cinevizden bir kâfir adına Qolōnbō" derler imiş, bu yerleri ol bulmuştur», ovvero: «Ma si racconta che "un infedele di Genova di nome Colombo" ha scoperto questi paraggi».

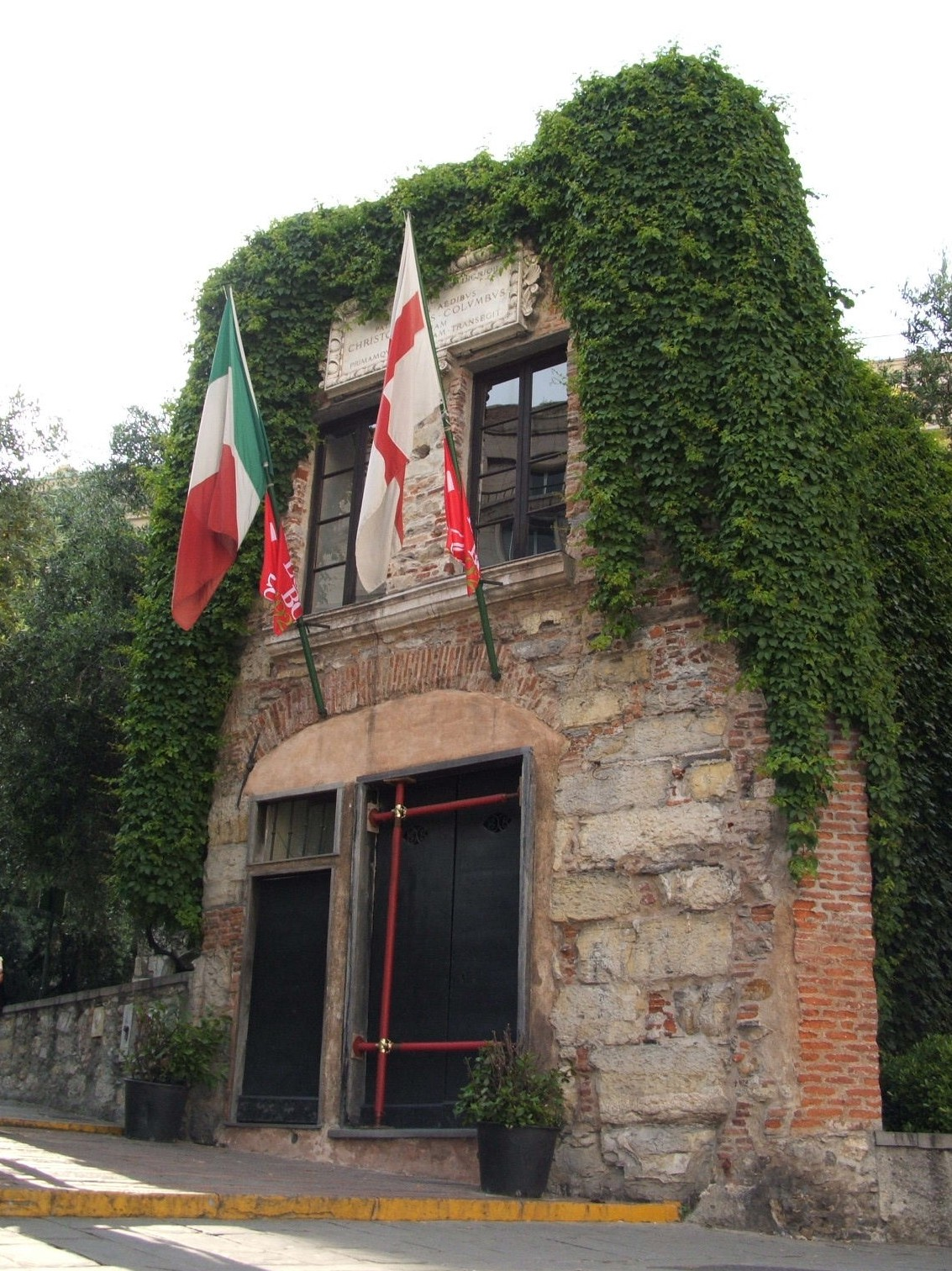
Casa di Colombo a Genova

Altro elemento a favore di Genova quale luogo di nascita di Cristoforo Colombo è stato portato nel giugno del 2010 da Aldo Agosto, direttore dell'Archivio di Stato di Genova, che ha raccolto (per presentarli ufficialmente in un convegno di studi a Valladolid) centodieci documenti notarili in buona parte inediti che testimoniano, in un albero genealogico che risale a ritroso per circa sette generazioni, le origini genovesi - e "levantine" - del navigatore. In particolare, la famiglia di Colombo avrebbe abitato sulla Riviera ligure di Levante, in quello che oggi viene chiamato "Golfo Paradiso", spostando la propria residenza con una certa frequenza (ad esempio tra Bogliasco e Sori), a seconda della conflittualità tra il partito guelfo (cui i Colombo appartenevano) e quello ghibellino, sulle cui liste di proscrizione il nome dei Colombo spesso figurò. Gli studi svolti da Agosto ipotizzano che gli avi di Colombo provengano dalla località nell'entroterra di Sori; il suo avo accertato si chiamava Giovanni e il documento attestante questo fatto risalirebbe al 1198. La famiglia Colombo, che apparteneva alla fazione guelfa dei Fieschi, dovette fuggire in val Fontanabuona per sfuggire alle violenze dei loro oppositori.
Sempre all'Archivio di Stato a Genova esiste un documento in cui Colombo stesso si dichiara di circa diciannove anni, e un altro in cui si dichiara "approssimativamente" ventisettenne nel 1479. Nel suo stesso "Libro dei privilegi" si autodichiara genovese, come nel testamento redatto il 19 maggio 1506 (un giorno prima della morte).
Colombo viene detto genovese dai cronisti liguri suoi contemporanei: Antonio Gallo Bartolomeo Senarega, nonché dal vescovo Agostino Giustiniani.
A Genova, nei pressi del Piano di Sant'Andrea, si trovano i resti di un edificio settecentesco che sarebbe stato costruito nella zona in cui, prima del bombardamento navale francese del 1684 (che distrusse parte del quartiere), si trovava la casa nella quale il navigatore ha vissuto l'infanzia e la gioventù insieme alla famiglia. La casa natale sarebbe stata situata nell'allora vicino vicolo Dritto dell'Olivella, sempre nello stesso sestiere di Portoria.

### Savona
Le tesi che sostengono che Colombo sia nato a Savona si basano, fra le altre, sui seguenti scritti:
Agostino Monti in "Mem di Savona", part. I, anno 1492, p. II, negli Elogi dei Savonesi sostiene che Cristoforo Colombo è savonese.
Diego Colón de Toledo, nipote dell'ammiraglio, dichiara che suo nonno era di Savona nelle prove per l'ottenimento del cavalierato di Santiago, nel 1535. Le dichiarazioni sono confermate da testimoni giurati e testimonianze secretate, riscoperte nel 1892.
Agostino di Cravaliz parla di "Cristofaro Colombo nativo di Savona" nella dedica al Cardinal Saracino della sua traduzione di Cronica del Perù del 1560.
Il savonese Gabriello Chiabrera (1552-1638) nella sua Opera "Sestine" scrisse che Colombo fosse "suo concittadino". Le rime invece attribuite al genovese Lazzaro Pantaleo Murassana (1554-?) ma residente nella città matuziana, in cui viene affermato che l'esploratore fosse savonese sono quasi sicuramente apocrife.
Nell'Enciclopedia dei fanciulli di Masson, vol. 4, del 1812, si legge "Savona credesi patria del Colombo".
P. Menocchio nelle Stuore, cap. 74, tom. 4, sostiene che Colombo sia nato a Savona.
Giacomo Picconi in Storia Appriz.N.S. di Savona, capitolo 1, sostiene sia di Savona.
Giambattista Alberti C. Somasco in Apparizione Madonna Savona, ed. 1642, cap. 2, libro 2, lo definisce "Savonese".
Nel Registro di Corte dei Sovrani di Spagna dell'anno 1491, uno studioso di Cengio e una storica spagnola hanno rinvenuto "Christobal Colon, ginoves, natural de Saona".
Si noti comunque che, all'epoca, Savona era comunque parte della Repubblica di Genova.

### Albissola Marina
Per la tesi della nascita ad Albissola M.:
Nella "Senatus Popolique Genuensis rerum domini forisque gestarum historia" di Pietro Bizzarro del 1572, Aversa, dedicata al Doge, al Senato e alla Repubblica, libro XVI, si parla di "Columbum" venuto alla luce "non ita longe a Savona distans" (propende per Albissola Marina in una zona che secondo alcuni studiosi si trova vicino al confine con Savona e, all'epoca "contesa", fra i due Comuni).
In Annali del Mondo di P. Filippo Briezio (ann.1942) leggesi circa C.Colombo: Natione Ligur, ex vico Arbizolo prope Saonam.
Si noti comunque che, all'epoca, la cittadina era comunque parte della Repubblica di Genova.

### Cogoleto
Cogoleto, un comune situato nella Riviera di Ponente a 30 km ad ovest di Genova, è indicato come possibile alternativa al capoluogo ligure per quanto riguarda la città di nascita di Colombo. Nella casa di Colombo a Cogoleto vi è infatti un affresco voluto dal reverendo Antonio Colombo, discendente della famiglia, nel 1650, con tanto dell'epigrafe "Hospes siste gradum: fuit HIClux prima Columbi/Orbe viro majori; Heu! Nimis arcta Domus". (Qui, o, passeggier nacque Colombo, ahi Tetto! - Pel maggior degli Eroi troppo ristretto!). Numerose iscrizioni lapidee, ricordano le visite alla casa dei principi di Savoia, di rappresentanze della marina militare nordamericana, e del principe Federico poi imperatore di Germania oltre a molti altri viaggiatori stranieri. Il 26 agosto 1888 venne poi inaugurato un busto raffigurante Colombo nel cui basamento vennero incise le frasi "Il Colombo di Cogoleto è tanto grande in Spagna" (come da disposizioni impartite dal Senato di Genova ad Ambrogio Giambattista Doria, Ambasciatore a Madrid nel 1586) e "Circa hoc tempus [...] Christophorus Columbus ligur a Cogoretio [...] reperit Indias Occiduas" (ricalcante la notizia della scoperta riportata nella Cronaca di Taggia, riferita all'anno 1498).
In merito al luogo di nascita di Colombo sono estremamente importanti le parole scritte da Fernandez de Oviedo Y Valdés, Gonzalo. Storico, naturalista nato a Madrid nel 1478. In gioventù Oviedo vive a corte. Conosce Colombo e i suoi figli Diego e Fernando: Per quattro volte attraversa l'oceano per visitare le terre scoperte da Colombo. Al rientro in Spagna dal suo ultimo viaggio, scrive: La hystoria general de las Indias, stampata a Siviglia nel 1535. Oviedo in merito al luogo di origine dello scopritore scrive:"Dico che Cristoforo Colombo, secondo quanto ho sentito dire da uomini della sua nazione, è nativo della provincia di Liguria che è in Italia dove si trova la Signoria di Genova. Qualcuno dice che è di Saona (Savona). altri dicono di un piccolo villaggio detto Nervi che si trova a levante, sulla costa del mare distante due leghe dalla medesima città di Genova, ma si ritiene certo che: "fue natural de un lugar dicho Cugureo" (Cogoleto) che si trova vicino la stessa città di Genova.  (Libro primo de La historia general de las Indias - Sevilla 1535).
Il termine Cugureo lo si trova anche in due documenti conservati in Spagna presso l'Archivo de Indias di Siviglia.Il primo di questi è relativo alla Biografia sobre Cristobal Colon. Si tratta di un manoscritto inerente fatti accaduti nel periodo fra il 1486 e il 1493. In particolare, nel secondo manoscritto, la Relacion sobre isla Espanola, sta scritto: "Cristoval Colon natural de Cugureo que es un lugar cerca de la ciudad de Genova en italia". (Collocazione documenti: AGI, Patronato 8.R.7 e,  AGI,Patronato, 18, N.1,R.1)
Va aggiunto che, in "Atlas Novus Mercator", stampato ad Amsterdam nel 1638, la città di Cogoleto è identificata come Coguretto Christophori Columbi patria.
Paolo Interiano, matematico e storico genovese, nel "Ristretto delle istorie Genovesi" stampato nel 1551, vol 4, libro VIII, parla di Colombo "nato in una villa discosta 20 miglia dalla Città nostra nella Riviera di Ponente, Cogoreo domandata".
Uno stemma della famiglia Colombo, diverso da quello abitualmente conosciuto, pubblicato dal quotidiano La Stampa il 9 ottobre 1929, donato da Cristina di Svezia al cardinale Decio Azzolino e riportato nel "Fondo Regina di Svezia - Famiglie di Genova e loro origine — Secolo XVI" della Biblioteca Vaticana di Roma, recita nel proprio motto: "[...] Tranno origine da Cogoreto, Quinto e Savona, e vivono in Spagna le descendenti del Cristofaro, quali sono Prencipi e Signori di qualità [...]. Cristofaro di Cogoreto fu valoroso in Mare et trovò Terre nuove domandate le Indie per il Re di Spagna".

### Chiusanico
Alcuni documenti notarili risalenti alla fine del Quattrocento menzionano un Cristoforo Colombo, nato a Chiusanico, paese dell'entroterra imperiese, prima del 1447.
In particolare, esiste un testamento del 1477 con il quale Giovanni Colombo di Chiusanico lascia i suoi beni ai figli Domenico e Bernardino, e destina una somma al nipote Cristoforo, figlio di Domenico.
Con un atto successivo Domenico cede al fratello Bernardo i propri beni in Chiusanico, avendo deciso di trasferirsi a Savona con i figli Bartolomeo, Giovanni e Cristoforo.
I nomi citati in tali documenti trovano corrispondenza con quelli che compaiono nell'albero genealogico dei Colombo di Genova.
A Chiusanico esiste ancora la casa dove abitavano i Colombo del luogo, al n° 8 di via C. Colombo.
Una lapide di marmo su una parete del municipio ricorda le origini locali della famiglia.

### Cuccaro Monferrato
Un altro comune indicato come luogo di nascita di Cristoforo Colombo è Cuccaro Monferrato, in provincia di Alessandria. Le cause che hanno originato questa tesi sono da ricercare nella causa per il maggiorasco di Cristoforo Colombo, iniziata nel 1578, al termine della quale (22 dicembre 1608) quale il Consiglio delle Indie spagnolo decretò ufficialmente che Baldassarre Colombo, di Cuccaro Monferrato per l'appunto, era parente di Cristoforo.

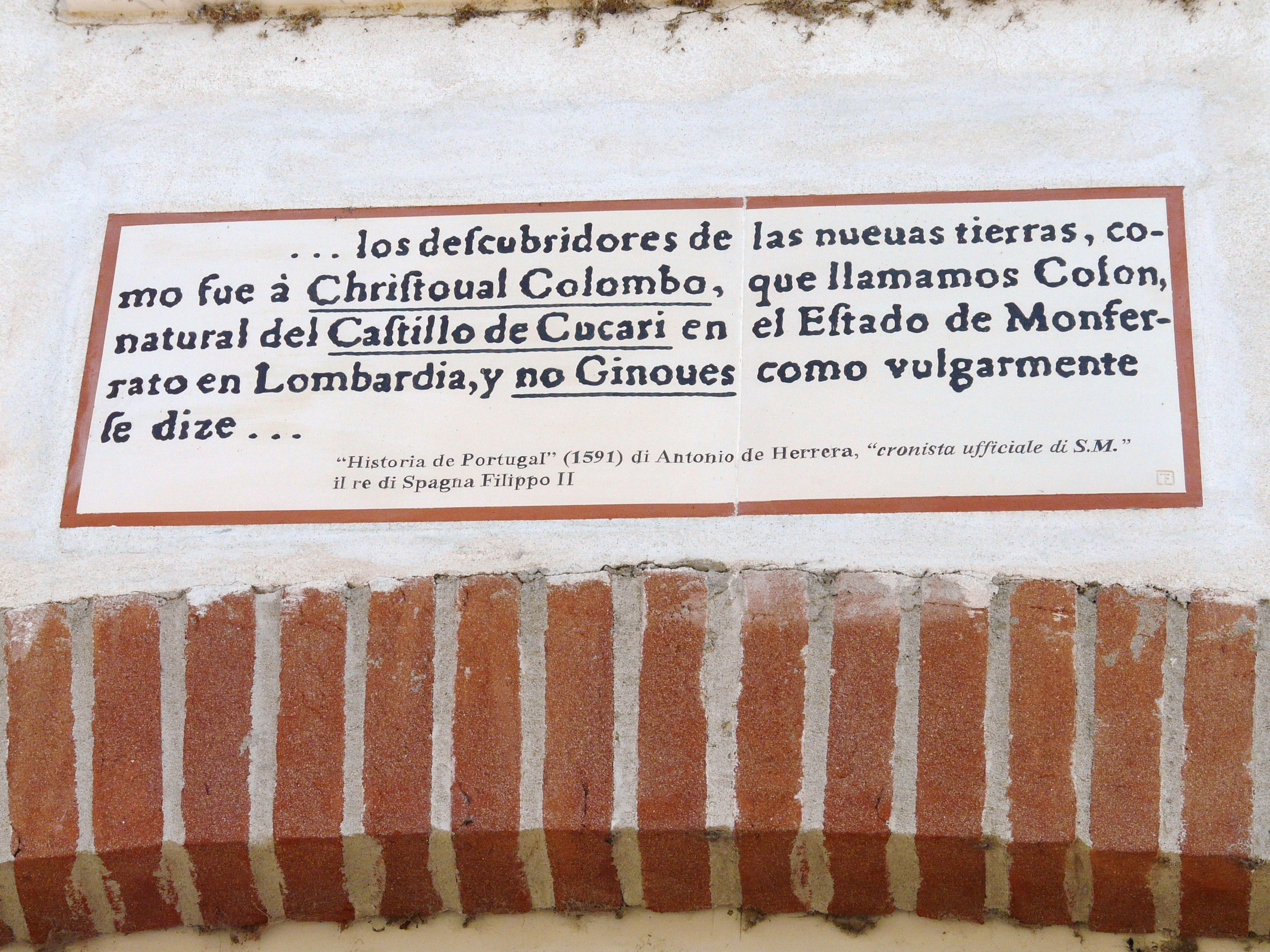
Iscrizione presso il museo di Colombo a Cuccaro Monferrato rivendicante la presunta natalità del navigatore nelle terre monferrine

È di questa opinione lo storico ed erudito italiano Francesco Cancellieri, autore de Notizie Storiche e Bibliografiche di Christofore Colombo di Cuccaro nel Monferrato discopritore dell ́America del 1809, nel quale elenca tutta una serie di personaggi a suffragio delle sue convinzioni: lo studioso Guido Antonio Malabaila, che parla di "Cristoforo Colombo, la cui famiglia era di Cuccaro"; lo storico Francesco Antonio Alghisi, che nel suo Il Monferrato (fine Seicento) scrive "Nacque Cristoforo in Cuccaro nel 1437"; segue l'abate Ippolito Donesmondi, che nel suo Dell'istoria ecclesiastica di Mantova del 1612 scrive "1492: in questo stesso anno morì Papa Innocenzo VIII mentre Cristoforo Colombo nato nel castello di Cuccaro sul Monferrato (benché molti ingannati lo scrivano genovese) con meraviglioso ardire si diede a scoprire le Indie occidentali"; vi è poi l'opinione dello storico spagnolo Antonio de Herrera y Tordesillas, il quale nella Historia de Portugal (1591) dice espressamente "...come accadde a Cristoforo Colombo, che chiamiamo Colon, nativo del castello di Cuccaro, nello stato del Monferrato in Lombardia, e non genovese come volgarmente si dice...".
Nel Delle rivoluzioni d'Italia del presbitero e storico Carlo Denina viene detto che "Certamente non mancano forti ragioni per credere che Cristoforo Colombo, creduto comunemente genovese perché cominciò ad apprendere la marineria fra genovese, fosse del Monferrato e di un castello chiamato Cuccaro"; Gian Francesco Galeani Napione menziona l'ipotesi nel suo Patria e biografia del Grande Ammiraglio D. Cristoforo Colombo de conti e signori di Cuccaro; Vincenzo Deconti, canonico casalese, è l'autore di un libro dal titolo Dissertazione sul grande Ammiraglio Cristoforo Colombo, consignore del castello di Cuccaro in Monferrato.
Secondo questa ipotesi, la madre di Cristoforo Colombo è Marietta dei marchesi di Ceva, signori di Lesegno: l'inconsueto nome Cristoforo sarebbe inoltre stato lo stesso del nonno paterno. In aggiunta, l'origine aristocratica giustificherebbe meglio il sostegno ricevuto da Colombo da parte dei reali portoghesi, così come anche il suo matrimonio nel 1480 con una donna di alto lignaggio, Filipa Moniz Perestrello, nonché la vasta erudizione che possedeva, a differenza dell'origine popolare comunemente nota. L'incertezza è comunque alimentata da vari fattori: dall'assenza dell'elenco dei bambini battezzati tanto a Genova che a Cuccaro all'epoca della nascita di Colombo, ma anche dal fatto che Colombo stesso si dichiarasse genovese.

### Piacenza, Bettola e Terrarossa di Mocònesi
Nell'Ottocento si era invece ipotizzato, senza sostanziale fondamento, che la famiglia Colombo avesse origini piacentine. Su tale questione è tornato nel 1995 lo storico della matematica Umberto Bartocci con uno studio che perviene a conclusioni totalmente inedite, concernenti anche la circostanza che la scoperta di un "Nuovo Mondo", in senso tanto geografico quanto politico, non sarebbe stata affatto un caso fortuito ma il frutto deliberato dello sforzo congiunto di persone unite da particolari "vincoli" culturali e ideologici. Secondo la congettura esposta, fondata su alcuni documenti del Cinquecento, Cristoforo sarebbe stato figlio naturale di un nobile della famiglia Pallastrelli di Piacenza e dell'ebrea Susanna, la quale solo successivamente sarebbe andata sposa a Domenico Colombo, padre di Cristoforo.
Rimanendo in Italia, sono state avanzate svariate ipotesi che indicherebbero come luogo di nascita diverse località della Liguria. Esiste un riferimento ad un possibile luogo di nascita di Colombo, collocato nelle vicinanze di una località chiamata Terrarossa, oggi frazione di Mocònesi, nella Val Fontanabuona genovese. Sicuramente Domenico Colombo abitò per un periodo di tempo in Fontanabuona, lasciandola, forse, alla morte del padre tra il 1440 e il 1444. Prima di tali date, Cristoforo Colombo potrebbe essere nato nello stesso luogo dove si trovava il padre Domenico, cioè in Fontanabuona, da dove tra l'altro la famiglia si sarebbe poi trasferita a Quinto al Mare. A dare veridicità a questa tesi vi sarebbe anche il fatto che a Terrarossa esiste una casa attribuita a luogo di nascita di Colombo, inoltre l'8 ottobre 1889 fu posta una lapide, poi rimossa, a Terrarossa di Moconesi che ricordava i natali di Colombo nel paese.
Secondo altri, invece, il luogo di nascita di Colombo potrebbe essere individuato nel comune di Bettola, nel Piacentino. Terrarossa potrebbe infatti riferirsi, anziché alla frazione di Moconesi, ai terreni carichi di ferro situati vicino alla frazione di Pradello e proprietà della famiglia Colombo. A Pradello è infatti situata una costruzione medievale in pietra che un'antica tradizione identifica come "torre dei Colombo", adibita a piccolo museo. Se esiste una possibilità alle origini piacentine dei Colombo, sembra invece da scartare la supposizione di una fuga della famiglia da Pradello per sottrarsi alle scorrerie delle truppe del Ducato di Milano, realmente avvenute in Val Nure nel 1439. Quinto al Mare, Mocònesi e Bettola sono comunque centri posti lungo quella che un tempo era una via di scambio tra il Genovesato e la Pianura padana, per cui potrebbe essere ritenuto probabile un trasferimento di Giovanni e Domenico Colombo, nonno e padre del navigatore, da Quinto o da Terrarossa di Mocònesi a Pradello di Bettola.

### Sanluri
La studiosa aragonese Marisa Azuara ha suggerito che Colombo fosse un nobile sardo nato a Sanluri con il nome di Christòval De Sena Piccolomini, figlio di Salvatore De Sena Piccolomini e di Isabella Alagon d'Arborea, imparentato con Enea Silvio Piccolomini salito al soglio pontificio nel 1470 con il nome di Pio II.
Christòval Colòn sarebbe nato nel 1436 e avrebbe trascorso la sua adolescenza tra il castello di Sanluri, Oristano, Tuili, Tortolì e Castelsardo studiando scienze e nautica.

## Francia

### Calvi
Un'altra presunta città natale di Cristoforo Colombo è a Calvi in Corsica (Francia) in Rue Christophe Colomb, dove nacque forse nel 1451, all'epoca di Colombo la Corsica era parte della Repubblica di Genova e la città di Calvi era insieme a Bonifacio una delle città dell'isola più fedeli alla Superba.

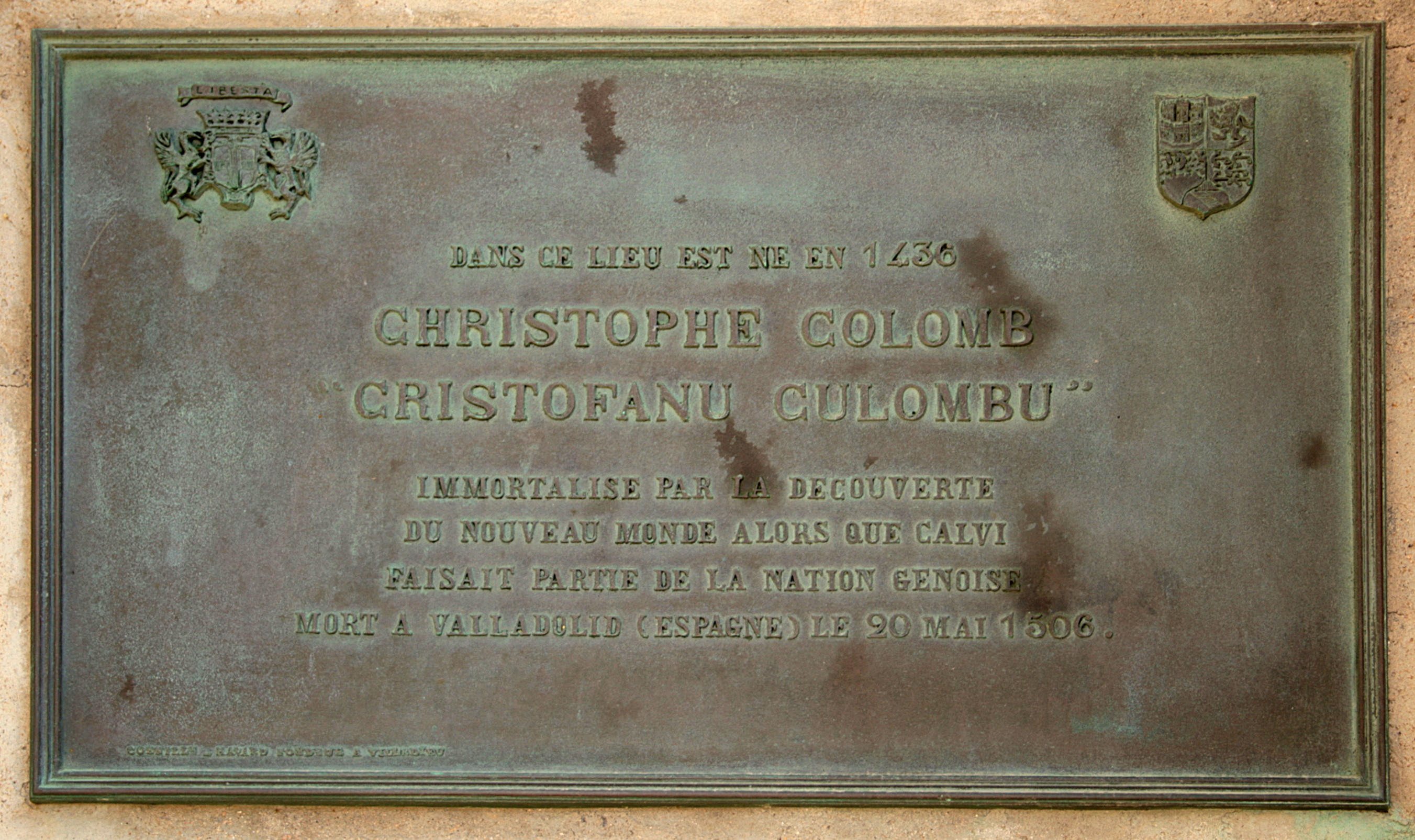
Placca commemorativa sulla presunta casa natale di Cristoforo Colombo di Calvi in Corsica (Francia).

## Spagna, revisionismo ed origini ebraiche
Nei primi anni del XX secolo ha preso piede l'ipotesi che Cristoforo Colombo fosse di origini spagnole sulla base che egli parlava la lingua catalana. Il primo a ventilare questa tesi è stato lo storico peruviano Luis Ulloa, che nel 1927 pubblicò un libro, scritto in francese, in cui difendeva l'origine catalana di Colombo. Altri studi, giunti nel 2009, sostengono i natali catalani di Colombo tramite il suo modo di scrivere, analizzato dal professor Estelle Irizarry della Georgetown University. Irizarry, dopo aver osservato il modo di impostare le frasi e la grammatica degli scritti di Colombo, concluse che il navigatore era un uomo parlante catalano originario dell'Aragona. Secondo Charles J. Merrill, dottore in letteratura medievale, l'analisi della scrittura di Colombo indica che è tipica di qualcuno nativo della Catalogna, e i suoi errori fonetici detti in castigliano ("nombre" al posto di "número", "el sol post" invece di "al sol puesto", "tot d'un cop" e non "todo de un golpe" ecc.) sono in realtà un retaggio della lingua catalana. Merrill sostenne anche che Colombo fosse un modesto cardatore e un mercante di formaggi, senza esperienza marittima.
Un altro elemento a favore delle origini spagnole di Colombo è il suo matrimonio con la nobildonna portoghese Filipa Moniz Perestrello, che metterebbe in dubbio le modeste origini del navigatore in quanto all'epoca non era usuale il matrimonio tra classi sociali diverse. La stessa linea di pensiero vede Colombo figlio illegittimo di una eminente famiglia catalana impegnata nel commercio marittimo, nonché mercenario che combatté una battaglia navale contro Ferdinando II di Aragona; motivi questi (l'illegittimità e l'essere stato un mercenario di una fazione avversaria) che avrebbero indotto Colombo a camuffare le sue vere origini.
La Spagna è però anche vista come residenza di presunti avi ebraici di Colombo. Estelle Irizarry infatti, oltre a sostenere che Colombo era catalano, ha anche affermato che era di discendenza ebraica. Nel suo discorso Three Sources of Textual Evidence of Columbus, Crypto Jew pronunciato ad una conferenza internazionale ad Ibiza nell'aprile 2006, Irizarry fece notare che Colombo scrisse sempre in spagnolo, e che occasionalmente aggiunse parole ebraiche ai suoi scritti, oltre a menzionare la festa degli Yamim noraim nel diario di bordo il primo giorno del viaggio verso il Nuovo Mondo. Simon Wiesenthal postulò che Colombo fosse un sefardita (ebreo spagnolo) molto attento nel rivelare le sue origini ebraiche e desideroso di trovare un luogo di rifugio per i connazionali perseguitati. Wiesenthal avanzò l'idea che Colombo navigò verso il Nuovo Mondo non tanto per le sue convinzioni geografiche, quanto piuttosto per la sua fede nei testi biblici, specialmente nel Libro di Isaia. Colombo citò infatti ripetutamente due versi dal libro: "Certamente le sole mi aspetteranno, e per prime le navi di Tarshish, per portare i loro figli da lontano e con loro il loro argento e oro" (60:9) ed "Ecco, Io creo nuovi paradisi e nuove terre" (65:17).
Jane Francis Amler sostenne che Colombo fosse un "marrano" (ebreo spagnolo convertitosi al cristianesimo). Sarah Leibovici, nel suo Christophe Colomb Juif, rivendica invece l'ebraicità di Colombo facendo riferimento ad una sua illustrazione fatta nella prima edizione della lettera, datata 1493, con cui annunciò le sue scoperte. In essa appare un mandatario raffigurato come un re biblico, una palma a ricordare la festa dello Hoshanà rabah, e Mosè dissimulato tra le nuvole in alto a sinistra dell'incisione.
Il 14 ottobre 2024 l'emittente spagnola RTVE ha trasmesso il documentario intitolato Colombo Dna. La sua vera origine in cui sono presentati i risultati dell'analisi del DNA di Hernando Colon, figlio di Colombo. Sia il cromosoma Y (da parte del padre) che il mitocondriale (da parte della madre) risultano compatibili con un'origine ebraica. L'origine viene collocata nell'arco mediterraneo spagnolo o nelle Isole Baleari.
Ma le informazioni pubblicizzate nel documentario sono messe in dubbio da un esperto del settore, il direttore dell'Istituto Nazionale di Tossicologia e Scienze Forensi di Spagna Antonio Alonso, che, in qualità di scienziato, ha dichiarato pubblicamente ai reporter di El Pais di non sapere che tipo di analisi sono state effettuate sui resti in esame, visto che il documentario "non mostra mai il DNA di Colombo".

## Portogallo

Il distretto di Beja, dove secondo alcuni sarebbe nato Colombo

Il primo autore a reclamare i natali di Cristoforo Colombo per il Portogallo è stato Patrocínio Ribeiro in un libro del 1916 intitolato O Carácter Misterioso de Colombo e o Problema da sua Nacionalidade. Lo stesso testo venne ripubblicato postumo nel 1927 con aggiunte e con lo studio del dottore Barbosa Soeiro relativo alla firma di Colombo.
Andando nel particolare, Barreto Mascarenhas ha sostenuto nel suo The Portuguese Columbus: Secret Agent of King John II del 1992 che Colombo fu una spia portoghese ingaggiata per tenere gli spagnoli lontani dalle lucrose rotte africane che portavano all'Asia. Mascarenhas suggerisce che lo scopritore del Nuovo Mondo nacque a Cuba (distretto portoghese di Beja), figlio di un nobile e il cui nome Cristoforo Colombo fosse uno pseudonimo rinviante nient'altro che allo Spirito Santo ed al suo agire in nome di Gesù. Il vero nome viene indicato da Mascarenhas in "Salvador Fernandes Zarco", figlio di Fernando duca di Beja e nipote materno di João Gonçalves Zarco, scopritore di Madera. Queste ipotesi sono scaturite dalle interpretazioni di fatti e documenti di Colombo e, per la maggior parte, sull'analisi della sua firma tramite la Cabala ebraica.
Lo studioso portoghese di genealogia Luís Paulo Manuel de Meneses de Melo Vaz de São Paio ha argomentato le nobili origini portoghesi nei suoi lavori Carta Aberta a um Agente Secreto e Curioso" da Genealogia. Altra motivazione usata dai sostenitori della "portoghesità" di Colombo è quella che in un documento della corte spagnola si fa appello a Colombo chiamandolo "portuguese", inoltre Colombo stesso, in un altro documento, chiama "Patria" il Portogallo.

## Polonia
La teoria polacca sostiene che Colombo fosse in realtà il principe Segismundo Henriques, figlio del re Ladislao III di Polonia, che viveva a Madera con la moglie, Senhorinha Annes de Sá Colonna, discendente di Cecilia Colonna, figlia illegittima di Giacomo Sciarra Colonna. Segismundo Henriques avrebbe cambiato il suo nome in Cristoforo Colon per proteggere l'identità di suo padre. Prove rinvenute in Portogallo e in Germania mostrano che Ladislao III non sarebbe morto, come vuole la storia ufficiale, nella battaglia di Varna del 1444 ma che anzi sopravvisse allo scontro fuggendo poi a Madera. Questa linea di pensiero apparve per la prima volta nel 2009 su "COLÓN: La Historia Nunca Contada" dello storico amatoriale Manuel da Silva Rosa. Come già affermato da altri, Colombo non sarebbe mai stato, all'epoca, in grado di sposare la nobildonna Filipa Moniz Perestrelo senza essere anch'esso di degne origini. Lo stesso libro fa poi notare alcune somiglianze tra lo stemma di Colombo e quello del re di Polonia.